# お願い!ランキングGOLD presents 眠れる才能テスト
『お願い!ランキングGOLD presents 眠れる才能テスト』（おねがい!ランキングゴールド プレゼンツ ねむれるさいのうテスト）とは、テレビ朝日系列で2012年4月14日から9月8日まで毎週土曜18:56 - 19:54 (JST) に放送されていたバラエティ番組である。同年3月10日まで放送されていた『お願い!ランキングGOLD』をリニューアルする形でスタート。これは2011年12月26日23:55 - 翌1:25(JST)に『才能テスト』、2012年1月28日18:58 - 20:51(JST)に『眠れる才能テスト』として2度放送された（ただし、いずれも『お願い!ランキングGOLD』枠外。）特別番組をレギュラー化したものである。

## 概要
太田が単独司会を務め、田中とウエンツは解答者として参加する。自分の中にあるまだ眠っている才能があるかどうかを確かめるテストに挑戦する。
2012年7月14日放送分を最後に「眠れる才能テスト」としての放送はされておらず、約2ヶ月間の休止を経て9月1日、9月8日は特別編として「日本ファミレス総選挙」や「専門レストラン総選挙」といった「お願い!ランキング」色の強い内容が放送されている。同年9月22日放送分以降は、「眠れる才能テスト」のタイトルが外された上で放送されている。
現在は公式サイトの終了した番組一覧に含まれているため、『お願い!ランキングGOLD Presents 眠れる才能テスト』としての放送は終了した模様。

## 出演者

### レギュラー版
MC
- 太田光（爆笑問題）

レギュラー解答者
- 田中裕二（爆笑問題）
- ウエンツ瑛士

## 内容

### レギュラー版

#### 基本ルール
特定の職業に向くか否かを調べる三択問題に挑戦する。例として料理人の場合は状態の良い食材の見分け、音楽家の場合は高級楽器の音色聞き分けや絶対音感についてのテスト、スポーツ選手の場合は特定のシチュエーションにおける状況判断などが行われる。

#### 個人戦
各々が獲得得点を競う形式。
- 予選ステージ

出題後、解答に自信がある場合のみ10秒以内に待機席からエントリーボタンを押し「エントリー」、自信が無い場合は「ステイ」することもできる。正解すれば30点加算、不正解の場合は-10点。ステイした場合は得点の変動はない。規定問題数消化後、獲得得点上位5人が決勝ステージに進出。
- 決勝ステージ

予選で獲得したポイントを持って決勝問題に挑戦。正解すれば100点、不正解で-30点。決勝で獲得した得点を予選獲得得点と合わせて1番多かった人が優勝。副賞として豪華海外旅行が贈呈される。

##### 2012年7月7日放送回の個人戦
- 予選ステージは従来通りだが、決勝ステージはレギュラー回では後述の「ボーナスステージ 眠れる超才能テスト」の1問のみで、先に正解した人が優勝。副賞として豪華海外旅行が贈呈される。

#### チーム戦
ウエンツがリーダーを務める「高卒チーム」と田中がリーダーを務める「大卒チーム」の対戦（1チーム7人）。基本問題、上級問題の2ラウンドを行い、獲得ポイントの高いチームが最高賞金100万円を賭けたボーナスステージに進む。
- 基本問題

問題ジャンル発表後、リーダーが答えられそうな5人を選出。各自解答し、正解者数が多いチームに10点加算。正解者数が同数の場合や両チーム不正解だった場合は得点なし。
- 上級問題

難易度が上がった問題を3問出題、選ぶ代表者は3人になる。1問勝利につき得点加算（一律30点の場合や1問ごとに30→50→70と得点が上がる場合がある）。
- ボーナスステージ 眠れる超才能テスト

最高100万の賞金を賭けたステージ。ある曲のサビをメロディーラインなしの楽器だけで演奏したものを聞き、その曲が何かを当てる。曲は4回繰り返され徐々に難易度が下がるが、その分賞金も減額される。わかった場合は早押しで解答し、正解でその時点の賞金を獲得、解答チャンスは1回（初回のみ2回）。
- - 1回目：ベースのみ 正解で100万円
  - 2回目：ベース+ドラム 正解で50万円
  - 3回目：ベース+ドラム+ギター 正解で10万円
  - 4回目：ベース+ドラム+ギター+ピアノ 正解で3万円

## 放送リスト
| パイロット版 | パイロット版         | パイロット版   | パイロット版     | パイロット版 | パイロット版 | パイロット版 |
| 回           | 放送日               | 放送時間       | 番組タイトル     | 解答者 | 備考         |              |
| ------------ | -------------------- | -------------- | ---------------- | --- | ------------ | ------------ |
| 1            | 2011年12月26日（月） | 23:55 - 翌1:25 | 才能テスト       | インテリ大卒チーム 田中裕二（爆笑問題）、中田敦彦（オリエンタルラジオ）、東国原英夫、菜々緒、宇治原史規（ロザン） 高卒チーム 伊集院光、東貴博、熊田曜子、バカリズム、福田彩乃                                                                                          |              |              |
| 2            | 2012年1月28日（土）  | 18:58 - 20:51  | 眠れる才能テスト | 田中裕二（爆笑問題）、大鶴義丹、川越達也、竹山隆範（カンニング）、古坂大魔王、三遊亭王楽、河本準一（次長課長）、清水ミチコ、谷村美月、つるの剛士、テリー伊藤、中田有紀、原口あきまさ、ピーコ、又吉直樹（ピース）、ヒャダイン、平山あや、三ツ矢雄二、室井佑月、渡辺真理 |              |              |

| 1                                                                                       | 4月14日 | 郷ひろみ、イモトアヤコ、尾木直樹、福田彩乃、三ツ矢雄二、川越達也、つるの剛士、ピーコ、竹山隆範（カンニング）、大鶴義丹、はいだしょうこ、はるな愛、土田晃之、秋野暢子、宇多丸、依布サラサ、嗣永桃子、立川談笑  | 2時間半SP（18:30 - 20:54） |
| （4月21日は『世界フィギュアスケート国別対抗戦2012 女子フリー・ペアフリー』のため休止）  |         | |                            |
| （4月28日は『関ジャニの仕分け∞』2時間SPのため休止）                                     |         | |                            |
| 2                                                                                       | 5月5日  | 和田アキ子、川越達也、小島瑠璃子、和泉元彌、神奈月、シルク、IMALU、豊田エリー、次長課長、三ツ矢雄二、上田浩二郎（Hi-Hi）、チャンカワイ（Wエンジン）、高畑淳子、高畑こと美、劇団ひとり、西村賢太、千原ジュニア | 2時間SP（18:56 - 20:54）   |
| 3                                                                                       | 5月12日 | 大卒チーム 田中裕二（爆笑問題）、高橋英樹、小島奈津子、友近、クリス松村、本村健太郎、若林正恭（オードリー） 高卒チーム ウエンツ瑛士、古坂大魔王、綾部祐二（ピース）、西村賢太、川越達也、平野綾、福田彩乃     |                            |
| 4                                                                                       | 5月19日 | 田中裕二（爆笑問題）、ウエンツ瑛士、椎名桔平、市毛良枝、岩崎夏海、川越達也、竹山隆範（カンニング）、劇団ひとり、柴田理恵、辰巳琢郎、千原ジュニア、平山あや、星野真里、三ツ矢雄二                              | 1時間半SP（18:30 - 19:54） |
| 5                                                                                       | 5月26日 | 高卒チーム 今田耕司、水田わさび、ウド鈴木（キャイ〜ン）、川越達也、熊田曜子 大卒チーム 渡辺大、東国原英夫、きたろう、中田敦彦（オリエンタルラジオ）                                                           |                            |
| 6                                                                                       | 6月2日  | 男性チーム 川平慈英、テリー伊藤、竹山隆範（カンニング）、三遊亭圓楽、川越達也 女性チーム 小島慶子、道端アンジェリカ、清水ミチコ、いとうあさこ、小椋久美子、友利新                                             | 2時間SP（18:56 - 20:54）   |
| （6月9日は『関ジャニの仕分け∞』2時間SPのため休止）                                      |         | |                            |
| 7                                                                                       | 6月16日 | 子供チーム 小林星蘭、石井萌々果、須賀健太、森迫永依、細山貴嶺、まえだまえだ 大人チーム 三根梓、渡部陽一、ピーコ、杉村太蔵、渡辺真理、三ツ矢雄二                                                               |                            |
| （6月23日は『痛快!ビッグダディ16』のため休止）                                          |         | |                            |
| （6月30日は『関ジャニの仕分け∞』2時間SPのため休止）                                     |         | |                            |
| 8                                                                                       | 7月7日  | 内野聖陽、松下由樹、渡辺大、平山浩行、平田満、柄本佑、前田健、SHIHO、ローラ、板尾創路、三ツ矢雄二、上田浩二郎（Hi-Hi）                                                                                        | 2時間SP（18:56 - 20:54）   |
| 9                                                                                       | 7月14日 | 内藤剛志、スギちゃん、ローラ、真琴つばさ、劇団ひとり、堀ちえみ、竹山隆範（カンニング）、篠山輝信、川越達也、三ツ矢雄二                                                                                        |                            |
| （7月21日は『マツダオールスターゲーム2012 第2戦』中継のため休止）                       |         | |                            |
| （7月28日は『ロンドンオリンピック2012』中継のため休止）                                 |         | |                            |
| （8月4日は『関ジャニの仕分け∞』2時間SPのため休止）                                      |         | |                            |
| （8月11日は『追悼・地井武男さん…「想い出をありがとう 今夜、最後のお別れ」』のため休止） |         | |                            |
| （8月18日は『もう一度見たいのは誰だ!超マジシャンズリーグ』のため休止）                  |         | |                            |
| （8月25日は『列島警察捜査網 THE追跡』のため休止）                                       |         | |                            |
| 10                                                                                      | 9月1日  | 梅宮辰夫、いとうあさこ、小森純、川越達也、田川耕 | 2時間SP（18:56 - 20:54）   |
| 11                                                                                      | 9月8日  | 川平慈英、西村知美、サバンナ、川越達也、田川耕 |                            |

## ネット局と放送時間

### パイロット版
| 放送対象地域 | 放送局           | 系列           | 放送日時                      | 放送日の遅れ |
| ------------ | ---------------- | -------------- | ----------------------------- | ------------ |
| 関東広域圏   | テレビ朝日（EX） | テレビ朝日系列 | 2011年12月26日 23:55 - 翌1:25 | 制作局       |

### パイロット版2
| 放送対象地域   | 放送局                   | 系列           | 放送日時                    | 放送日の遅れ |
| -------------- | ------------------------ | -------------- | --------------------------- | ------------ |
| 関東広域圏     | テレビ朝日（EX）         | テレビ朝日系列 | 2012年1月28日 18:58 - 20:51 | 制作局       |
| 北海道         | 北海道テレビ（HTB）      | テレビ朝日系列 | 2012年1月28日 18:58 - 20:51 | 同時ネット   |
| 青森県         | 青森朝日放送（ABA）      | テレビ朝日系列 | 2012年1月28日 18:58 - 20:51 | 同時ネット   |
| 岩手県         | 岩手朝日テレビ（IAT）    | テレビ朝日系列 | 2012年1月28日 18:58 - 20:51 | 同時ネット   |
| 宮城県         | 東日本放送（KHB）        | テレビ朝日系列 | 2012年1月28日 18:58 - 20:51 | 同時ネット   |
| 秋田県         | 秋田朝日放送（AAB）      | テレビ朝日系列 | 2012年1月28日 18:58 - 20:51 | 同時ネット   |
| 山形県         | 山形テレビ（YTS）        | テレビ朝日系列 | 2012年1月28日 18:58 - 20:51 | 同時ネット   |
| 福島県         | 福島放送（KFB）          | テレビ朝日系列 | 2012年1月28日 18:58 - 20:51 | 同時ネット   |
| 新潟県         | 新潟テレビ21（UX）       | テレビ朝日系列 | 2012年1月28日 18:58 - 20:51 | 同時ネット   |
| 長野県         | 長野朝日放送（abn）      | テレビ朝日系列 | 2012年1月28日 18:58 - 20:51 | 同時ネット   |
| 静岡県         | 静岡朝日テレビ（SATV）   | テレビ朝日系列 | 2012年1月28日 18:58 - 20:51 | 同時ネット   |
| 石川県         | 北陸朝日放送（HAB）      | テレビ朝日系列 | 2012年1月28日 18:58 - 20:51 | 同時ネット   |
| 中京広域圏     | メ〜テレ （NBN）         | テレビ朝日系列 | 2012年1月28日 18:58 - 20:51 | 同時ネット   |
| 近畿広域圏     | 朝日放送（ABC）          | テレビ朝日系列 | 2012年1月28日 18:58 - 20:51 | 同時ネット   |
| 広島県         | 広島ホームテレビ（HOME） | テレビ朝日系列 | 2012年1月28日 18:58 - 20:51 | 同時ネット   |
| 山口県         | 山口朝日放送（yab）      | テレビ朝日系列 | 2012年1月28日 18:58 - 20:51 | 同時ネット   |
| 香川県・岡山県 | 瀬戸内海放送（KSB）      | テレビ朝日系列 | 2012年1月28日 18:58 - 20:51 | 同時ネット   |
| 愛媛県         | 愛媛朝日テレビ（eat）    | テレビ朝日系列 | 2012年1月28日 18:58 - 20:51 | 同時ネット   |
| 福岡県         | 九州朝日放送（KBC）      | テレビ朝日系列 | 2012年1月28日 18:58 - 20:51 | 同時ネット   |
| 長崎県         | 長崎文化放送（NCC）      | テレビ朝日系列 | 2012年1月28日 18:58 - 20:51 | 同時ネット   |
| 熊本県         | 熊本朝日放送（KAB）      | テレビ朝日系列 | 2012年1月28日 18:58 - 20:51 | 同時ネット   |
| 大分県         | 大分朝日放送（OAB）      | テレビ朝日系列 | 2012年1月28日 18:58 - 20:51 | 同時ネット   |
| 鹿児島県       | 鹿児島放送（KKB）        | テレビ朝日系列 | 2012年1月28日 18:58 - 20:51 | 同時ネット   |
| 沖縄県         | 琉球朝日放送（QAB）      | テレビ朝日系列 | 2012年1月28日 18:58 - 20:51 | 同時ネット   |

### レギュラー版
| 放送対象地域   | 放送局                   | 系列           | 放送日時           | 放送日の遅れ |
| -------------- | ------------------------ | -------------- | ------------------ | ------------ |
| 関東広域圏     | テレビ朝日（EX）         | テレビ朝日系列 | 土曜 18:56 - 19:54 | 制作局       |
| 北海道         | 北海道テレビ（HTB）      | テレビ朝日系列 | 土曜 18:56 - 19:54 | 同時ネット   |
| 青森県         | 青森朝日放送（ABA）      | テレビ朝日系列 | 土曜 18:56 - 19:54 | 同時ネット   |
| 岩手県         | 岩手朝日テレビ（IAT）    | テレビ朝日系列 | 土曜 18:56 - 19:54 | 同時ネット   |
| 宮城県         | 東日本放送（KHB）        | テレビ朝日系列 | 土曜 18:56 - 19:54 | 同時ネット   |
| 秋田県         | 秋田朝日放送（AAB）      | テレビ朝日系列 | 土曜 18:56 - 19:54 | 同時ネット   |
| 山形県         | 山形テレビ（YTS）        | テレビ朝日系列 | 土曜 18:56 - 19:54 | 同時ネット   |
| 福島県         | 福島放送（KFB）          | テレビ朝日系列 | 土曜 18:56 - 19:54 | 同時ネット   |
| 新潟県         | 新潟テレビ21（UX）       | テレビ朝日系列 | 土曜 18:56 - 19:54 | 同時ネット   |
| 長野県         | 長野朝日放送（abn）      | テレビ朝日系列 | 土曜 18:56 - 19:54 | 同時ネット   |
| 静岡県         | 静岡朝日テレビ（SATV）   | テレビ朝日系列 | 土曜 18:56 - 19:54 | 同時ネット   |
| 石川県         | 北陸朝日放送（HAB）      | テレビ朝日系列 | 土曜 18:56 - 19:54 | 同時ネット   |
| 中京広域圏     | メ〜テレ （NBN）         | テレビ朝日系列 | 土曜 18:56 - 19:54 | 同時ネット   |
| 近畿広域圏     | 朝日放送（ABC）          | テレビ朝日系列 | 土曜 18:56 - 19:54 | 同時ネット   |
| 広島県         | 広島ホームテレビ（HOME） | テレビ朝日系列 | 土曜 18:56 - 19:54 | 同時ネット   |
| 山口県         | 山口朝日放送（yab）      | テレビ朝日系列 | 土曜 18:56 - 19:54 | 同時ネット   |
| 香川県・岡山県 | 瀬戸内海放送（KSB）      | テレビ朝日系列 | 土曜 18:56 - 19:54 | 同時ネット   |
| 愛媛県         | 愛媛朝日テレビ（eat）    | テレビ朝日系列 | 土曜 18:56 - 19:54 | 同時ネット   |
| 福岡県         | 九州朝日放送（KBC）      | テレビ朝日系列 | 土曜 18:56 - 19:54 | 同時ネット   |
| 長崎県         | 長崎文化放送（NCC）      | テレビ朝日系列 | 土曜 18:56 - 19:54 | 同時ネット   |
| 熊本県         | 熊本朝日放送（KAB）      | テレビ朝日系列 | 土曜 18:56 - 19:54 | 同時ネット   |
| 大分県         | 大分朝日放送（OAB）      | テレビ朝日系列 | 土曜 18:56 - 19:54 | 同時ネット   |
| 鹿児島県       | 鹿児島放送（KKB）        | テレビ朝日系列 | 土曜 18:56 - 19:54 | 同時ネット   |
| 沖縄県         | 琉球朝日放送（QAB）      | テレビ朝日系列 | 土曜 18:56 - 19:54 | 同時ネット   |

## スタッフ
- 構成：鈴木おさむ、樋口卓治、秋葉高彰・佐藤俊明、林賢一、渡辺アツシ
- ナレーション：垂木勉、立木文彦
- TM：大島秀一
- TD/SW：平間隆啓
- CAM：石渡剛
- 音声：森永茂
- 編成：松瀬俊一郎、吉川周
- 宣伝：椿木晶子
- チーフディレクター：木津優
- プロデューサー：樋口圭介、船引貴史、甲斐候一、三井保夫（東通企画）
- ゼネラルプロデューサー・演出：奥川晃弘
- 製作著作：テレビ朝日